# Теренсай (Казахстан)
Теренса́й (каз. Тереңсай) — село у складі Айтекебійського району Актюбінської області Казахстану. Входить до складу Айкенського сільського округу.
У радянські часи село називалось Сєверне.
Населення — 636 осіб (2021; 951 у 2009, 1514 у 1999, 1751 у 1989).